# Ginástica de trampolim nos Jogos Olímpicos de Verão de 2008 - Masculino
A competição masculina da ginástica de trampolim nos Jogos Olímpicos de Verão de 2008 é realizada no Estádio Nacional Indoor de Pequim, entre os dias 16 e 19 de agosto.
A competição é composta de duas fases. Na primeira, cada atleta executa duas rotinas no trampolim, obrigatória e livre. São dadas notas para execução e dificuldade em cada rotina e, somadas, conferem a nota final. A soma das pontuações das duas rotinas determinam a classificação e os oito atletas mais bem classificados avançam para a fase final.
A fase final consiste apenas de uma rotina livre e os resultados obtidos na fase anterior são desconsiderados.

## Calendário
| Agosto               | 6 | 7 | 8 | 9 | 10 | 11 | 12 | 13 | 14 | 15 | 16 | 17 | 18 | 19 | 20 | 21 | 22 | 23 | 24 |
| -------------------- | - | - | - | - | -- | -- | -- | -- | -- | -- | -- | -- | -- | -- | -- | -- | -- | -- | -- |
| Individual masculino |   |   |   |   |    |    |    |    |    |    | Q  |    |    | F  |    |    |    |    |    |

|  | Dia de competição |  | Dia de final |

## Medalhistas
| Ouro   | CHN Lu Chunlong   |
| Prata  | CAN Jason Burnett |
| Bronze | CHN Dong Dong     |

## Qualificação
Esses foram os resultados da etapa de qualificação:
| Pos. | Ginasta               | Obrigatória | Livre | Pen. | Total |
| ---- | --------------------- | ----------- | ----- | ---- | ----- |
| 1    | CHN Lu Chunlong       | 31,20       | 41,20 |      | 72,40 |
| 2    | CHN Dong Dong         | 31,00       | 40,70 |      | 71,70 |
| 3    | RUS Dmitry Ushakov    | 30,80       | 40,70 |      | 71,50 |
| 4    | UKR Yuriy Nikitin     | 30,60       | 40,10 |      | 70,70 |
| 5    | JPN Tetsuya Sotomura  | 29,60       | 40,70 |      | 70,30 |
| 6    | RUS Alexander Rusakov | 29,90       | 40,00 |      | 69,90 |
| 7    | CAN Jason Burnett     | 28,50       | 41,20 |      | 69,70 |
| 7    | BLR Mikalai Kazak     | 30,30       | 39,40 |      | 69,70 |
| 9    | JPN Yasuhiro Ueyama   | 29,90       | 39,30 |      | 69,20 |
| 9    | DEN Peter Jensen      | 30,50       | 38,70 |      | 69,20 |
| 11   | POR Diogo Ganchinho   | 29,80       | 39,30 |      | 69,10 |
| 12   | FRA Gregoire Pennes   | 30,00       | 38,70 |      | 68,70 |
| 13   | AUS Ben Wilden        | 28,10       | 39,00 |      | 67,10 |
| 14   | ITA Flavio Cannone    | 29,00       | 37,50 |      | 66,50 |
| 15   | USA Chris Estrada     | 28,50       | 37,40 |      | 65,90 |
| 16   | GER Henrik Stehlik    | 30,90       | 33,70 |      | 64,60 |

## Final
Esses foram os resultados da etapa final:
| Pos.              | Ginasta               | Pen. | Total |
| ----------------- | --------------------- | ---- | ----- |
| Medalha de ouro   | CHN Lu Chunlong       |      | 41,00 |
| Medalha de prata  | CAN Jason Burnett     |      | 40,70 |
| Medalha de bronze | CHN Dong Dong         |      | 40,60 |
| 4                 | JPN Tetsuya Sotomura  |      | 39,80 |
| 5                 | UKR Yuriy Nikitin     |      | 39,80 |
| 6                 | RUS Dmitry Ushakov    |      | 38,80 |
| 7                 | RUS Alexander Rusakov |      | 38,50 |
| 8                 | BLR Mikalai Kazak     |      | 38,10 |